# SV Lichtenberg 47
El SV Lichtenber 47 es un equipo de fútbol de Alemania que juega en la NOFV-Oberliga Nord, una de las ligas regionales que conforman la quinta división de fútbol en el país.

## Historia
Fue fundado el 26 de abril de 1947 en la ciudad de Berlín como SG Lichtenberg-Nord como un club deportivo con secciones en boliche, boxeo, fitness, aeróbicos, gimnasia, tenis de mesa y voleibol además de fútbol, y en la actualidad cuenta con más de 900 afiliados. En su fundación era un territorio ocupado por la Unión Soviética luego de finalizar la Segunda Guerra Mundial.
En 1949 pasa a llamarse SC Lichtenberg y en 1969 se fusiona con el Elektroproject und Anlagebau Berlin para formar al BSG EAB Lichtenberg, la cual pasa a llamarse BSG EAB Berlin 47 diez años después.
Durante el periodo de Alemania Oriental fueron un equipo yo-yo en donde cambiaban constantemente de categoría y solo en la temporada 1950/51 llegaron a jugar en la DDR-Liga, ya que la mayor parte del tiempo estuvieron entre la segunda y tercera división nacional.
Luego de la reunificación alemana en 1990 cambiaron su nombre por el de SV Lichtenberg 47 como equipo de la NOFV-Oberliga Mitte, tercera división alemana, donde descendieron al finalizar la temporada.
Luego de pasar como un equipo aficionado desde la reunificación alemana logran ganar su región e quinta división y logran el ascenso a la Regionalliga Nordost por primera vez, la que será su primera aparición en una competición oficial desde los años 1950.

## Jugadores

### Jugadores destacados
- Miguel Simão[2]

## Entrenadores
- Udo Richter (2001-03)
- Dieter Timme (2003-04)
- Eckhart Märzke (2004-05)
- Michael Franz (2005)
- Michael Lehmann (2005)
- Werner Voigt (2005-08)
- Oliver Kieback (2008)
- Jörg Hahner (2009-10)
- Peter Kaehlitz (2010)
- Tino Zock (2010-11)
- Daniel Volbert (2011-13)
- Uwe Lehmann (2013-)

## Palmarés
- 1. Klasse Berlin: 1 (III)

1948
- Kreisliga Berlin: 1 (III)

1950
- Bezirksliga Berlin: 8 (III)

1955, 1964, 1970, 1971, 1981, 1983, 1990, 1991
- NOFV-Oberliga Nord: 1 (V)

2019
- Landesliga Berlin: 1 (VI)

1996
- Verbandsliga Berlin: 1 (V)

2001